# متنزه سيدار بوينت الحكومي
متنزه سيدار بوينت الحكومي، وتبلغ مساحته 48 فدان(19’0 كم) حديقة عامة تقع على سيدار بوينت في بلدة كيب فنسنت في مقاطعة جيفرسون، نيويورك. تقع الحديقة على طريق 12E على نهر سانت لورانس.
تم إنشاء الحديقة في عام 1898 كجزء من محمية سانت لورانس.

## المرافق
توفر حديقة سيدار بوينت شاطئًا وطاولات نزهة وأجنحة ، وملعبًا ، ومرسى ، ورصيفًا لصيد الأسماك ، والصيد ( الطيور المائية الموسمية) ، وبرامج ترفيهية ، وإطلاق قارب وأرصفة ، ومخيم مع مواقع الخيام والمقطورات.

## روابط خارجية
- متنزهات ولاية نيويورك: حديقة سيدار بوينت الحكومية